# 49er (jedrilica)
Klasa 49er (fortyniner) je mala jedrilica za dva jedriličara koja se koristi za sportska takmičenja i rekreaciju. Jedrilica klase 49er je osmišljena 1995. godine, a dobila je ime po svojoj duljini (4,995 metara). Korištenjem asimetričnog spinakera postignute su veće brzine i jednostavnije upravljanje.
Jedriličarska klasa 49er je prvi put bila na programu Ljetnih olimpijskih igara 2000., i od tada postaje sve popularnija. U ovoj olimpijskoj klasi natječu se jedriličari oba spola.